# مدينة البطاريق (مسرحية)
مدينة البطاريق، مسرحية كوميدي اجتماعي كويتي تأليف جاسم الجلاهمة إخراج عبد المحسن العمر أول عرض للمسرحية 19 أغسطس 2012 أي مايوافق أول أيام عيد الفطر المبارك لعام 1433.

## بطولة
- هند البلوشي
- مرام البلوشي
- بدر الشعيبي
- عبد المحسن العمر
- إبراهيم دشتي
- شيماء علي
- عبد الله عباس
- محمد عبد العزيز المسلم
- فيصل فريد المفيدي
- ناصر عباس